# الیکس پارتنرز
الیکس پارتنرز (انگلیسی: AlixPartners) شرکت مشاور مدیریت آمریکایی است، که در سال ۱۹۸۱ تأسیس شد.